# Dmytro Lyssenko
Dmytro Jurijowytsch Lyssenko (ukrainisch Дмитро Юрійович Лисенко, engl. Transkription Dmytro Lysenko; * 10. Mai 1981 in Mariupol) ist ein ukrainischer Wasserspringer. Er startet im Kunstspringen vom 1-m- und 3-m-Brett und im 3-m-Synchronspringen.
Er nahm an zwei Olympischen Spielen teil. 2000 in Sydney wurde er 27. vom 3-m-Brett, 2004 in Athen erreichte er das Finale und wurde im gleichen Wettbewerb Elfter.
Sein bestes Ergebnis bei Schwimmweltmeisterschaften waren zwei neunte Plätze im Einzel- und Synchronspringen vom 3-m-Brett 2007 in Melbourne. Bei Schwimmeuropameisterschaften konnte er zwei Medaillen gewinnen. 2004 in Madrid errang er im 3-m-Synchronwettbewerb mit Jurij Schljachow ebenso Bronze wie 2008 in Eindhoven mit Anton Sacharow.